# Electro Velvet
Electro Velvet est un groupe de musique britannique d'electro swing composé d'Alex Larke et Bianca Nicholas.
Le 7 mars 2015, ils sont choisis en interne pour représenter le Royaume-Uni au Concours Eurovision de la chanson 2015 à Vienne, en Autriche avec la chanson Still in Love with You.
Ils sont qualifiés directement pour la finale, le 23 mai 2015.

## Discographie

### Singles
| Année | Titre                    | Album            |
| ----- | ------------------------ | ---------------- |
| 2015  | "Still in Love with You" | Non-album single |